# Arknights
Arknights là một trò chơi di động chơi miễn phí nhập vai chiến thuật/phòng thủ tháp được phát triển bởi nhà phát triển Trung Quốc Hypergryph. Trò chơi được phát hành tại Trung Quốc vào ngày 1 tháng 5 năm 2019, tại một số quốc gia khác vào ngày 16 tháng 1 năm 2020, và ở Đài Loan vào ngày 29 tháng 6 năm 2020. Arknights có sẵn trên nền tảng Android và iOS với cơ chế của trò chơi gacha.
Một trò chơi spin-off, Arknights: Endfield, được thông báo dành cho Microsoft Windows và các thiết bị di động vào tháng 3 năm 2022. Một series anime truyền hình chuyển thể được sản xuất bởi Yostar Pictures lên sóng từ tháng 10 tháng tháng 12 năm 2022. Mùa thứ hai với tựa đề Arknights: Perish in Frost lên sóng từ tháng 10 đến tháng 11 năm 2023. Mùa thứ ba với tựa đề Arknights: Rise from Ember được lên kế hoạch ra mắt vào năm 2025.

## Lối chơi

Một trong các màn chơi của Arknights. Trong màn chơi này, kẻ địch di chuyển từ phải sang trái, để ngăn chặn chúng, người chơi đã triển khai (từ trên xuống) một operator tầm xa, một operator cận chiến và một operator hỗ trợ hồi máu ở phía bên trái màn hình. Ở phía dưới màn hình hiển thị các operator còn lại có thể triển khai.

Lối chơi chính của trò chơi là phòng thủ tháp với các nhân vật ("operator") đóng vai trò là tháp. Các operator cận chiến có thể được đặt trên các ô mặt đất, còn các operator tầm xa có thể được đặt trên các ô cao hơn. Các operator cận chiến chặn kẻ địch di chuyển bằng cách đứng chặn lối đi trực tiếp, trong khi các operator tầm xa gây sát thương từ xa, hồi máu hoặc hỗ trợ các operator cận chiến theo nhiều cách khác. Người chơi phải đặt các operator vào đúng vị trí để ngăn kẻ địch xâm nhập vào căn cứ. Sau khi được đặt, kỹ năng của operator có thể được kích hoạt sau một thời gian để sử dụng các hiệu ứng đặc biệt. Người chơi cũng có thể rút lui các operator để triển khai họ lại sau một khoảng thời gian chờ.
Các màn chơi, đặc biệt là ở độ khó cao, thường chỉ có vài phương án khả thi để triển khai operator và vượt màn, chính vì thế Arknights cũng được mô tả là một trò chơi giải đố. Lối chơi thông thường không yêu cầu tốc độ phản ứng nhanh (trò chơi có thể tạm dừng và thời gian sẽ trôi chậm lại khi đưa ra các quyết định), mà thay vào đó là phân tích chiến thuật tại chỗ và khả năng dự đoán trước.
Khi người chơi hoàn thành từng màn, trò chơi sẽ mở khóa thêm nhiều màn chơi, operator và tài nguyên mới. Đồng thời, những kẻ địch và lối chơi mới cũng sẽ dần được giới thiệu. Nếu một màn đã đạt ba sao mà không sử dụng đơn vị hỗ trợ (mượn operator của người chơi khác), người chơi có thể tự động đánh lại mà không cần thao tác. Lúc này, trò chơi sẽ ghi nhớ cách triển khai operator của người chơi và lặp lại y hệt để hoàn thành màn chơi.
Trò chơi còn có chế độ xây dựng căn cứ, cho phép người chơi xây dựng các cơ sở và phân công các operator vào đó. Cơ chế này giúp người chơi gia tăng tài nguyên giống như trò chơi gia tăng. Trò chơi sở hữu những yếu tố quen thuộc của thể loại chơi miễn phí và gacha chẳng hạn như phần thưởng đăng nhập hằng ngày hay hệ thống nhận nhân vật ngẫu nhiên thông qua tiền tệ ảo có thể kiếm được thông qua chơi game, tham gia sự kiện giới hạn hay mua hàng trong ứng dụng bằng tiền thật. Do nguồn tài nguyên có hạn (cho dù người chơi chi tiền), một thử thách khác nằm ở việc "nắm bắt nhiều hệ thống kinh tế phức tạp" cũng như ưu tiên tuyển dụng và nâng cấp đúng nhân vật để xây dựng một đội hình mạnh. Cộng đồng người chơi Arknights đã tạo nhiều công cụ và tài nguyên trực tuyến để hỗ trợ việc này.
Các sự kiện theo mùa mang đến độ khó và thử thách tùy chọn phức tạp hơn, chẳng hạn như sự kiện Contingency Contract (Hợp đồng dự phòng) diễn ra nửa năm một lần. Người chơi hoàn thành thử thách sẽ nhận được tài nguyên và huy hiệu đặc biệt. Ngoài ra, một chế độ chơi roguelike, "Integrated Strategies" (Chiến lược tích hợp), được bổ sung vào năm 2022.

## Cốt truyện
Trò chơi lấy bối cảnh tuơng lai tận thế và phản địa đàng trên hành tinh Terra, nơi con người sở hữu các đặc điểm kemonomimi – những nét đặc trưng của động vật hoặc chủng tộc thần thoại. Các thảm họa thiên nhiên để lại một khoáng vật quý hiếm có tên là Originium, thứ có thể gây ra bệnh tiến triển Oripathy nhưng lại có thể tăng cường khả năng sử dụng "Arts" (phép thuật). Bởi vì Oripathy có tính lây nhiễm cao và mang đến cái chết không thể tránh khỏi, những người nhiễm bệnh (Infected) bị xa lánh và đàn áp. Để phản kháng, một trong số họ đã thành lập phong trào Reunion – một tổ chức vũ trang chống lại các chính phủ độc tài trên Terra.
Người chơi vào vai "Doctor" – một nhân vật đeo mặt nạ và bị mất trí nhớ, chỉ huy đội ngũ các "operator" thuộc Rhodes Island, một tổ chức dược phẩm, y tế và tự vệ. Trong bối cảnh Oripathy lan rộng, Rhodes Island vừa tìm kiếm phương pháp chữa trị, vừa phải đối phó với Reunion lẫn nhiều chính quyền trên Terra.

## Nhân vật
Danh sách này giới hạn những nhân vật chính xuất hiện trong cả trò chơi và TV anime, không bao gồm các nhân vật chỉ xuất hiện trong trò chơi.
Doctor (博士; Bóshì)
Lồng tiếng bởi: Feng Junhua (chỉ có trên anime) (tiếng Trung); Kaida Yuki (chỉ có trên anime) (tiếng Nhật)
Amiya (阿米娅; Āmǐyà)
Lồng tiếng bởi:  Tao Dian (tiếng Trung); Emma Ballantine (tiếng Anh); Kurosawa Tomoyo (tiếng Nhật); Lee Ji-hyun (tiếng Hàn)
Wei Yenwu (魏彦吾; Wèi Yànwú)
Lồng tiếng bởi: Hai Fan (chỉ có trên anime; Prelude to Dawn), Wang Wei (chỉ có trên anime; Perish in Frost) (tiếng Trung); Yamadera Kōichi (chỉ có trên anime) (tiếng Nhật)
Dobermann (杜宾; Dùbīn)
Lồng tiếng bởi: Guiniang (tiếng Trung); Lucy Montgomery (tiếng Anh); Tanezaki Atsumi (tiếng Nhật); Kim Hyun-ji (tiếng Hàn)
Franka (芙兰卡; Fúlánkǎ)
Lồng tiếng bởi: Vila (tiếng Trung); Maya Aoki Tuttle (tiếng Anh); Kakuma Ai (tiếng Nhật); Park Ko-woon (tiếng Hàn)
Swire (诗怀雅; Shīhuáiyǎ)
Lồng tiếng bởi: Ying Xie (Quan thoại), Dong Dong (Quảng Châu) (tiếng Trung); Emma Ballantine (tiếng Anh); Tokui Sora (tiếng Nhật); Kim Yul (tiếng Hàn)
Ch'en Hui-chieh (陈晖洁; Chén Huījié)
Lồng tiếng bởi: Jen Zhang (Quan thoại), Bao Shaoye (Quảng Châu) (tiếng Trung); Amy Lennox (tiếng Anh); Ishigami Shizuka (tiếng Nhật); Chung Yu-joung (tiếng Hàn)
Liskarm (雷蛇; Léishé)
Lồng tiếng bởi: Ruoyu Zhang (tiếng Trung); Megan Maczko (tiếng Anh); Ishikawa Yui (tiếng Nhật); Yi Sae-ah (tiếng Hàn)
Misha (米莎; Mǐshā)
Lồng tiếng bởi: Liang Shuang (chỉ có trên anime) (tiếng Trung); Matsuda Satsumi (chỉ có trên anime) (tiếng Nhật)
Blaze (煌; Huáng)
Lồng tiếng bởi: Zhou Tong (tiếng Trung); Cristina Vee (tiếng Anh); Nakahara Mai (tiếng Nhật); Kim Yeon-woo (tiếng Hàn)
Exusiai (能天使; Néngtiānshǐ)
Lồng tiếng bởi: Cai Shujin (game), Muyaruilin (anime) (tiếng Trung); Leonora Haig (tiếng Anh); Iwami Manaka (tiếng Nhật); Lee Ji-hyun (tiếng Hàn)
Cellinia Texas (切丽妮娜•德克萨斯; Sàilínnà Dékèsàsī)
Lồng tiếng bởi: Yang Menglu (tiếng Trung); Jessica Preddy (tiếng Anh); Ilaria Silvestri (tiếng Ý); Tadokoro Azusa (tiếng Nhật); Kim Chae-ha (tiếng Hàn)
GreyThroat (灰喉; Huīhóu)
Lồng tiếng bởi: Yuan Weng (tiếng Trung); Risa Mei (tiếng Anh); Fukuen Misato (tiếng Nhật)
Hoshiguma (星熊; Xīngxióng)
Lồng tiếng bởi: Cai Xinchun (Quan thoại), Shi Xin (Quảng Châu) (tiếng Trung); Meaghan Martin (tiếng Anh); Yasuno Kiyono (tiếng Nhật); Lee Sae-byeok (tiếng Hàn)
Talulah Artorius (塔露拉•雅特利亚斯; Tǎlùlā Yǎtèlìyǎsī)
Lồng tiếng bởi: Zhou Shuai (chỉ có trên anime) (tiếng Trung); Sakamoto Maaya (chỉ có trên anime) (tiếng Nhật)
Ace (王牌; Wángpái)
Lồng tiếng bởi: Zhao Zihan (chỉ có trên anime) (tiếng Trung); Matsuyama Takashi (chỉ có trên anime) (tiếng Nhật)
Crownslayer (弑君者; Shìjūnzhě)
Lồng tiếng bởi: Chen Yanyi (tiếng Trung); Evgeniya Vagan (tiếng Anh); Senbongi Sayaka (tiếng Nhật)
Guard (防卫员; Fángwèiyuán)
Lồng tiếng bởi: siro (chỉ có trên anime) (tiếng Trung); Kobayashi Chiaki (chỉ có trên anime) (tiếng Nhật)
Skullshatterer (碎骨; Suìgǔ)
Lồng tiếng bởi: Liang Shuang (chỉ có trên anime) (tiếng Trung); Matsuda Risae (chỉ có trên anime) (tiếng Nhật)
Frostleaf (霜叶; Shuāngyè)
Lồng tiếng bởi: Ruan Congqing (tiếng Trung); Ina Marie Smith (tiếng Anh); Kakuma Ai (tiếng Nhật); Jang Mi (tiếng Hàn)
FrostNova (霜星; Shuāngxīng) / Yelena (叶莲娜; Yèliánnà)
Lồng tiếng bởi: KIYO (chỉ có trên anime) (tiếng Trung); Takagaki Ayahi (chỉ có trên anime) (tiếng Nhật)
Jessica Brynley (杰西卡•布莱恩利; Jiéxīkǎ Bùlái'ēnlì)
Lồng tiếng bởi: Hou Xiaofei (tiếng Trung); Yuuki Luna (tiếng Anh); Hirohashi Ryō (tiếng Nhật); Kim Ha-young (tiếng Hàn)
Lin Yühsia (林雨霞; Lín Yǔxiá)
Lồng tiếng bởi: Yan Meme (Quan thoại), Xiantawutong (Quảng Châu) (tiếng Trung); Artemis Snow (tiếng Anh); Itō Kanae (tiếng Nhật); Kang Eun-ae (tiếng Hàn)
Mephisto (梅菲斯特; Méifēisītè) / Eno (伊诺; Yīnuò)
Lồng tiếng bởi: Shen Dawei (chỉ có trên anime), Zhang Anqi (chỉ có trên anime; Eno) (tiếng Trung); Amasaki Kōhei (chỉ có trên anime) (tiếng Nhật)
Margaret Nearl (玛嘉烈•临光; Mǎjiāliè Línguāng)
Lồng tiếng bởi: Mu Xueting (tiếng Trung); Devora Wilde (tiếng Anh); Sakura Ayane (tiếng Nhật); Kim Ye-rim (tiếng Hàn)
Wei Fumizuki (魏文月; Wèi Wényuè)
Lồng tiếng bởi: Huang Lei (chỉ có trên anime) (tiếng Trung); Hidaka Noriko (chỉ có trên anime) (tiếng Nhật)
Kal'tsit (凯尔希; Kǎi'ěrxī)
Lồng tiếng bởi: Liu Xue (game), Huang Ling (anime) (tiếng Trung); Sura Siu (tiếng Anh); Hikasa Yōko (tiếng Nhật)
Meteorite (陨星; Yǔnxīng)
Lồng tiếng bởi: Ke Zhong (tiếng Trung); Hollie Taylor (tiếng Anh); Taneda Risa (tiếng Nhật); Kim So-young (tiếng Hàn)
Faust (浮士德; Fúshìdé) / Sasha (萨沙; Sàshā)
Lồng tiếng bởi: Xu Xiang (chỉ có trên anime), Zhang Qi (chỉ có trên anime; Sasha) (tiếng Trung); Horie Shun (chỉ có trên anime) (tiếng Nhật)

## Âm nhạc và lồng tiếng
Arknights sở hữu soundtrack đa dạng dựa trên nhiều thể loại âm nhạc châu Á và phuơng Tây. Hypergryph đã hợp tác với các nhóm nhạc trên toàn cầu để phát hành các bài hát và video âm nhạc liên quan đến Arknights, bao gồm: Steve Aoki ("Last of Me"), Yellow Claw ("End Like This"), Starset ("Infected") và Low Roar ("Feels", sau này được tái bản với tên gọi "Fade Away"). Một số nhà soạn nhạc khác bao gồm Go Shiina, Kevin Penkin và Adam Gubman.
Một EP của Arknights, "Renegade" được sáng tác bởi Jason Walsh và được thể hiện bởi Substantial và X.ARI được đề cử hạng mục "Bài hát gốc hay nhất – Trò chơi điện tử" tại Hollywood Music in Media Awards 2020.
Các nhân vật trong trò chơi được lồng tiếng Nhật làm ngôn ngữ chính. Các bản lồng tiếng tiếng Hán tiêu chuẩn, tiếng Hán vùng miền, tiếng Hàn và tiếng Anh được bổ sung dần qua các bản cập nhật. Một số nhân vật cũng được lồng tiếng Ý, tiếng Đức và tiếng Nga để phản ánh nguồn gốc của họ từ các khu vực tuơng ứng trong thế giới trò chơi.

## Anime
Vào tháng 12 năm 2020, nhân dịp kỷ niệm một năm phát hành toàn cầu của trò chơi, Hypergryph đã phát hành một video anime Arknights dài chín phút, "Holy Knight Light". Video này được sản xuất bởi Yostar Pictures, studio nội bộ của nhà phát hành toàn cầu, từng thực hiện các trailer anime cho các sự kiện trong game phiên bản toàn cầu.
Vào tháng 10 năm 2021, Hypergryph công bố trailer teaser cho mùa đầu tiên ("Prelude to Dawn") của bản anime chuyển thể từ Arknights, cũng do Yostar Pictures sản xuất. Anime là một series truyền hình do Watanabe Yuki đạo diễn, Nishikawa Masaki làm phó đạo diễn và Hayashi Yuki đảm nhiệm phần âm nhạc. Matsuyama Takashi vào vai Ace. Bộ anime được phát sóng từ ngày 29 tháng 10 đến 17 tháng 12 năm 2022 trên TV Tokyo tại Nhật Bản. Crunchyroll đã cấp phép bộ anime. Bài hát chủ đề mở đầu của anime là "Alive" của Reona và bài hát chủ đề kết thúc là "BE ME" của Doul. Mùa thứ hai, "Perish in Frost", được công bố vào cuối tập thứ tám với sự trở lại của đội ngũ sản xuất và dàn diễn viên. Bộ anime lên sóng từ ngày 7 tháng 10 đến ngày 25 tháng 11 2023 trên TV Tokyo. Bài hát chủ đề mở đầu là "Ache in Pulse" của Myth & Roid và bài hát chủ đề kết thúc là "R.I.P" của Reona. Mùa thứ ba, "Rise from Ember", được công bố vào ngày 27 tháng 4 năm 2024. Bộ anime dự kiến lên sóng vào năm 2025.
Một miniseries spin-off có tên Lee's Detective Agency bắt đầu phát sóng trên Crunchyroll từ ngày 23 tháng 12 năm 2022.

### Danh sách tập phim
| TT. | Tiêu đề                                                   | Ngày phát hành gốc   |
| --- | --------------------------------------------------------- | -------------------- |
| OVA | "Holy Knight Light"                                       | 26 tháng 12 năm 2020 |
| 1   | "Predestination" Chuyển ngữ: "Kakusei" (tiếng Nhật: 覚醒) | 29 tháng 10 năm 2022 |
| 2   | "Flame" Chuyển ngữ: "Kitai" (tiếng Nhật: 危殆)            | 5 tháng 11 năm 2022  |
| 3   | "Escort" Chuyển ngữ: "Kikan" (tiếng Nhật: 帰還)           | 12 tháng 11 năm 2022 |
| 4   | "Loyalty" Chuyển ngữ: "Keiyaku" (tiếng Nhật: 契約)        | 19 tháng 11 năm 2022 |
| 5   | "Ripple" Chuyển ngữ: "Shinrai" (tiếng Nhật: 信頼)         | 26 tháng 11 năm 2022 |
| 6   | "Farewell" Chuyển ngữ: "Kyūshū" (tiếng Nhật: 急襲)        | 3 tháng 12 năm 2022  |
| 7   | "Separation" Chuyển ngữ: "Kaigō" (tiếng Nhật: 邂逅)       | 10 tháng 12 năm 2022 |
| 8   | "Departure" Chuyển ngữ: "Kiro" (tiếng Nhật: 岐路)         | 17 tháng 12 năm 2022 |
| 9   | "Conspiracy" Chuyển ngữ: "Jo Uta" (tiếng Nhật: 序歌)      | 7 tháng 10 năm 2023  |
| 10  | "Peril" Chuyển ngữ: "Henkyoku" (tiếng Nhật: 変局)         | 14 tháng 10 năm 2023 |
| 11  | "Conceal" Chuyển ngữ: "Koō" (tiếng Nhật: 呼応)            | 21 tháng 10 năm 2023 |
| 12  | "Salvation" Chuyển ngữ: "Miketsu" (tiếng Nhật: 未決)      | 28 tháng 10 năm 2023 |
| 13  | "Resign" Chuyển ngữ: "Tsuioku" (tiếng Nhật: 追憶)         | 4 tháng 11 năm 2023  |
| 14  | "Blooming" Chuyển ngữ: "Seichō" (tiếng Nhật: 征兆)        | 11 tháng 11 năm 2023 |
| 15  | "Sacrifice" Chuyển ngữ: "Sōshiki" (tiếng Nhật: 相識)      | 18 tháng 11 năm 2023 |
| 16  | "Lullabye" Chuyển ngữ: "Hyōshaku" (tiếng Nhật: 氷釈)      | 25 tháng 11 năm 2023 |

## Đón nhận

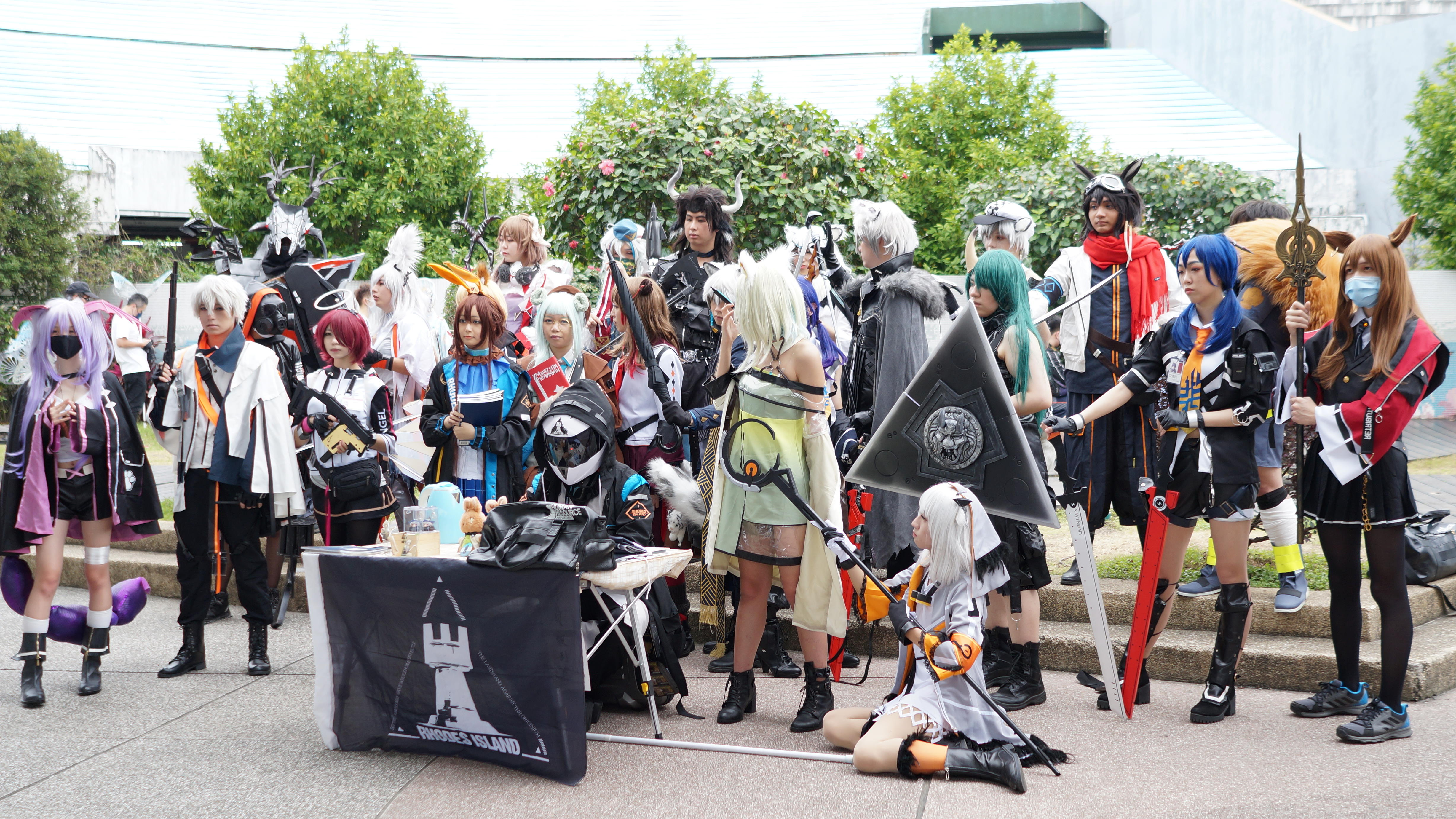
Cosplay các nhân vật trong Arknights.

Pocket Gamer đánh giá cao phần bối cảnh thế giới đồ sộ và chất lượng sản xuất cao của trò chơi. Julia Lee từ Polygon nhận xét rằng hệ thống gacha của trò chơi tốt hơn Dragalia Lost của Nintendo và viết rằng "Arknights là tựa game gacha duy nhất tôi giới thiệu cho mọi người" nhờ thiết kế nghệ thuật, không tạo áp lực phải cạnh tranh và mua bán, đồng thời ít phải cày cuốc. Sisi Jiang từ Kotaku cũng ghi nhận Arknights là một trong số ít các game gacha có nhân vật dễ kiếm và thậm chí còn tốt hơn các operator hiếm và mạnh trong một số trường hợp.
Trò chơi được đề cử cho hạng mục "Trò chơi được người dùng bình chọn" trên Google Play tại giải "Best of 2020" và "Trò chơi di động khoa học viễn tưởng/giả tưởng hay nhất" tại Dragon Awards 2020. Arknights cũng giành giải là một trong những "Trò chơi sáng tạo nhất năm 2020".